# Витрина DC: Мираж
Витрина DC: Спектр — короткометражный мультипликационный фильм, основанный на комиксах о супергероях DC Comics. Является первым из серии «Витрина DC». Фильм вышел 23 февраля 2010 года как бонус к фильму «Лига Справедливости: Кризис двух миров».

## Сюжет
Успешный кинопродюсер Фостер Бреннер взорван у себя в бассейне. Детектив департамента полиции Лос-Анджелеса Джим Корриган, встречающийся с дочерью Фостера Эйми, наряду с лейтенантом Брайсом начинает собственное расследование. Джим беседует с Флеммингом, дворецким Бреннера, который показывает ему видеозапись двух мужчин в лыжных масках, установивших бомбу. Корриган выясняет, что у покойного было немало врагов, двух из которых — Дрю Флинна и Питера Маккоя — он убрал из фильма.
Той же ночью на складе спецэффектов Дрю Флинн видит покойного Фостера, который обвиняет его в убийстве и превращается в Спектра, который использует свои силы, чтобы оживить аниматронных кинематографических монстров. Флинна убивает гигантская робот-горилла. Капитан полиции приказывает Корригану заняться убийством Флинна.
Питер Маккой пытается скрыться с чемоданом с деньгами. Спектр убивает Маккоя, взяв под контроль его машину, и забирает деньги.
Джим приходит к Эйми, и она предлагает ему сбежать. Корриган обвиняет её в организации убийства отца. Девушка достаёт пистолет и целится в Корригана, но тот превращается в Спектра и убивает её. Теперь, когда его месть завершена, Джим снова трансформируется и спокойно уходит до прибытия полиции.

## Роли озвучивали
- Джим Корриган/Спектр —  Гэри Коул
- Эйми Бреннер — Алисса Милано
- Фостер Бреннер, Питер Маккой, Флемминг — Джефф Беннетт
- Дрю Флинн, лейтенант Брайс — Роб Полсен
- капитан Полиции — Джон Полито